# Sacanana
Sacanana es un paraje del departamento Gastre; Provincia del Chubut; Argentina. Se ubica a 990 m s. n. m., sobre la Ruta Provincial 4, a unos 50 km al sudeste de Gastre, y a unos 35 al oeste de Gan Gan.
En la zona se han encontrado fósiles de Tremacebus harringtoni.